# Liste chinesischer Kunstverlage
Dies ist eine Liste chinesischer Kunstverlage. Sie erhebt keinen Anspruch auf Vollständigkeit oder Aktualität. Einige der aufgeführten Verlage sind nicht ausschließlich auf Kunst spezialisiert bzw. tragen dies auch in ihrem Namen. Einige ältere, nicht mehr existierende bzw. in andere aufgegangene Verlage fanden ebenfalls Aufnahme. Bei der alphabetischen Sortierung wurde überwiegend der Pinyin-Schreibung der Vorzug gegeben. Die Sitze der mit Provinznamen usw. beginnenden Verlage befinden sich in deren Hauptstädten.

## Übersicht
- Anhui meishu chubanshe 安徽美术出版社 (Anhui Fine Arts Publishing House)
- Changjiang wenyi chubanshe 长江文艺出版社
- Chongqing chubanshe 重庆出版社
- Chunqiu chubanshe 春秋出版社, Peking
- Fujian meishu chubanshe 福建美术出版社 (Fujian Fine Arts Publishing House)
- Gansu renmin meishu chubanshe 甘肃人民美术出版社 (Gansu Fine Arts Publishing House)
- Guangxi meishu chubanshe 广西美术出版社 (Guangxi Fine Arts Publishing House), Guilin
- Henan meishu chubanshe 河南美术出版社 (Henan Fine Arts Publishing House)
- Hebei meishu chubanshe 河北美术出版社 (Hebei Fine Arts Publishing House)
- Hebei renmin meishu chubanshe 河北人民美术出版社
- Heilongjiang meishu chubanshe 黑龙江美术出版社 (Heilongjiang Fine Arts Publishing House)
- Henan meishu chubanshe 河南美术出版社 (Henan Fine Arts Publishing House)
- Hongqi chubanshe 红旗出版社, Peking
- Hunan jiaoyu chubanshe 湖南教育出版社, Changsha
- Hunan meishu chubanshe 湖南美术出版社 (Hunan Fine Arts Publishing House)
- Hunan renmin chubanshe 湖南人民出版社, Changsha
- Jiangsu meishu chubanshe 江苏美术出版社 (Jiangsu Fine Arts Publishing House), Nanjing
- Jiangxi meishu chubanshe 江西美术出版社 (Jiangxi Fine Arts Publishing House)
- Jiefangjun wenyi chubanshe 解放军文艺出版社, Peking
- Jilin meishu chubanshe 吉林美术出版社 (Jilin Fine Arts Publishing House)
- Liaoning meishu chubanshe 辽宁美术出版社 (Liaoning Fine Arts Publishing House)
- Lingnan meishu chubanhse 岭南美术出版社 (Lingnan Fine Arts Publishing House), Guangdong
- Qingnian chubanshe 青年出版社, Peking
- Renmin chubanshe 人民出版社, Peking
- Renmin meishu chubanshe 人民美术出版社 (People's Fine Arts Publishing House), Peking
- Renmin wenxue chubanshe 人民文学出版社, Peking
- Shaanxi renmin chubanshe 陕西人民出版社
- Shandong meishu chubanshe 山东美术出版社 (Shandong Fine Arts Publishing House)
- Shanghai renmin meishu chubanshe 上海人民美术出版社 Shanghai People's Fine Arts Publishing House
- Shanghai wenyi chubanshe 上海文艺术出, Shanghai
- Sichuan meishu chubanshe 四川美术出版社 (Sichuan Fine Arts Publishing House)
- Tianjin renmin meishu chubanshe 天津人民美术出版社 (Tianjin Fine Arts Publishing House)
- Wenwu chubanshe 文物出版社 (Cultural Relics Publishing House)
- Xibei renmin chubanshe 西北人民出版社
- Xinjiang meishu chubanshe 新疆美术出版社 (Xinjiang Fine Arts Publishing House)
- Yunnan meishu chubanshe 云南美术出版社 (Yunnan Fine Arts Publishing House)
- Zhejiang renmin meishu chubanshe 浙江人民美术出版社 (Zhejiang People's Fine Arts Publishing House)
- Zhongguo huabao chubanshe 中国画报出版社
- Zhongguo qingnian chubanshe 中国青年出版社, Peking
- Zhongguo renwu nianjian 中国人物年鉴, Peking
- Zhongguo shehui kexue chubanshe 中国社会科学出版社 (China Social Sciences Press)
- Zhongguo Shaonian ertong chubanshe 中国少年儿童出版社, Peking